# Тарантезька порода
Тарантезька порода, також тарантез (фр. Tarentaise) — порода великої рогатої худоби молочного напряму. Виведена у 19 столітті на південному сході Франції, на території департаменту Савоя — в долині Тарантез (звідси назва породи). Затверджено породу у 1866 році, племінну книгу відкрито у 1888 році.

## Опис

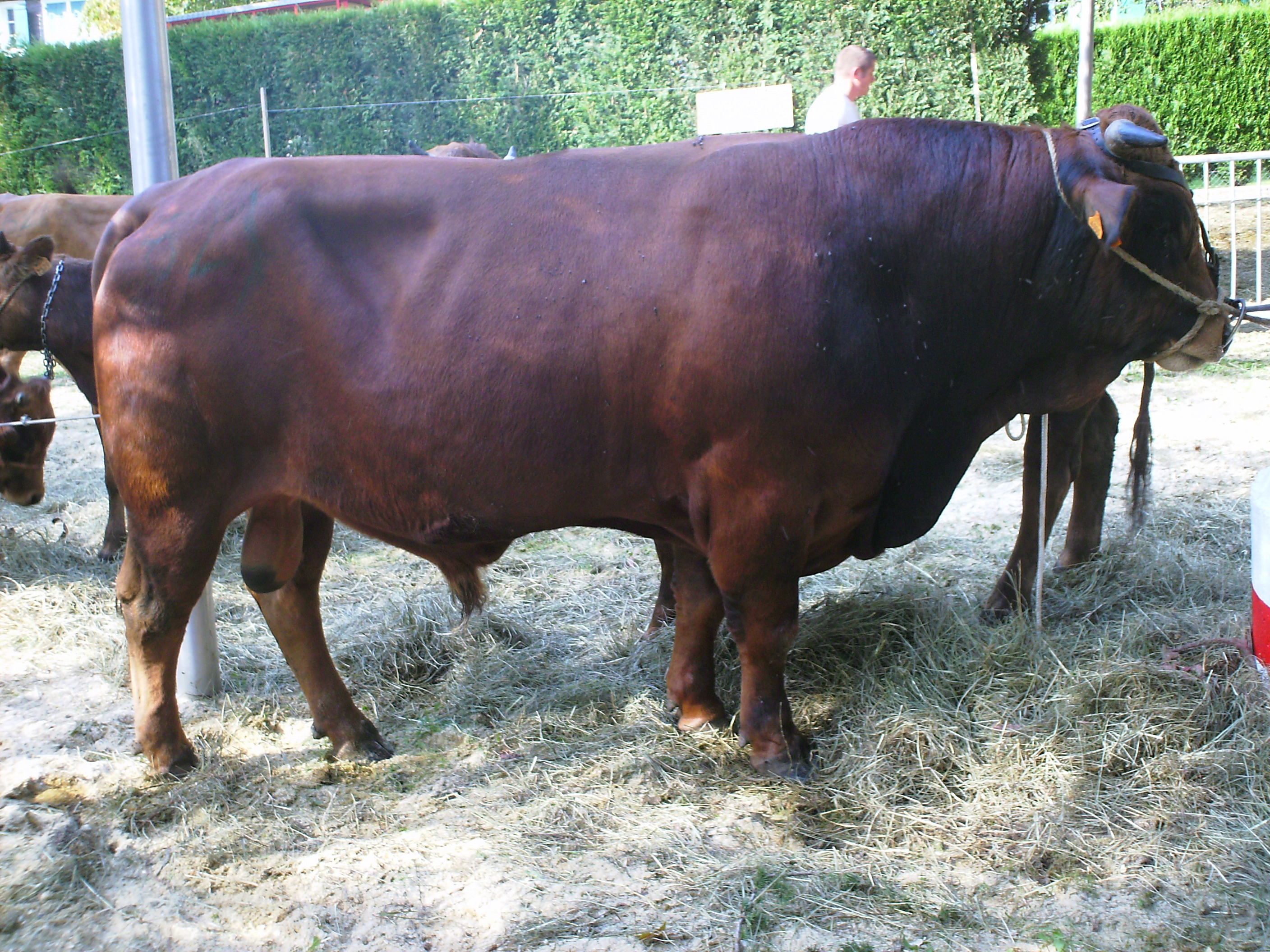
Бугай тарантезької породи.

Масть тварин червона. Вага бичків у віці 17 місяців сягає 290 кг. Частка жирових відкладень у живій вазі тварин становить 16 %. Тварини мають помірну обмускуленість. Забійний вихід м'яса становить 56 %. Корови мають середню молочну продуктивність. Середньорічний надій становить 4718 кг молока жирністю 3,61 %. З молока корів виготовляються сири бофорт, том-де-савуа і реблошон. Отелення корів відбувається без ускладнень.
Будучи виведеною у суворих горах Савойї, худоба породи тарантез характеризується винятковою витривалістю: має відмінну адаптацію до ходьби (в тому числі по схилах) та до кліматичних коливань, невибагливість до кормів (добре вживає грубі корми).

## Поширення
Порода поширена переважно у гірських районах на півдні Франції — Центрального масиву і французьких Альпах. Тут налічується до 30000 голів породи.

## Виноски
1. ↑   Tarentaise. Інтернет-сайт "Breeds of Livestock" http://www.ansi.okstate.edu/breeds. Oklahoma State University, Department of Animal Science. 7 червня 1996. Процитовано грудень 2016. {{cite web}}: Зовнішнє посилання в |work= (довідка) (англ.)
2. 1 2 3 4 5  Race bovine Tarentaise. Сайт "AgroParisTech" http://www.agroparistech.fr. UFR Génétique, élevage et reproduction, France UPRA Sélection. septembre 2007. Архів оригіналу за 17 вересня 2016. Процитовано грудень 2016. {{cite web}}: Зовнішнє посилання в |work= (довідка) [Архівовано 2016-09-17 у Wayback Machine.] (фр.)
3. 1 2   Організація нормованої годівлі худоби у м'ясному скотарстві: Практичний посібник. / А. Т. Цвігун, М. Г. Повозніков, С. М. Блюснюк. — Кам'янець-Подільський, 2009. С. 11.